# AEW Worlds End
AEW Worlds End est un événement de catch (lutte professionnelle) produit par la promotion américaine, All Elite Wrestling (AEW). Depuis sa création en 2023, il a lieu chaque année en décembre.

## Histoire
Le 25 octobre 2023, il a été rapporté que la promotion américaine de catch (lutte professionnelle) All Elite Wrestling (AEW) avait déposé une demande de marque sous le nom "Worlds End". Plus tard dans la même nuit sur Dynamite, l'AEW a annoncé qu'elle organiserait un Pay-Per-View (PPV) intitulé Worlds End le samedi 30 décembre 2023 au Nassau Veterans Memorial Coliseum à Uniondale (New York). Le 11 avril 2024, l'AEW a annoncé que le deuxième événement Worlds End aurait lieu le 28 décembre 2024 à l'Addition Financial Arena à Orlando, en Floride, faisant ainsi de Worlds End un PPV annuel,.

## Historique des Worlds End
| # | Événement         | Date             | Ville                | Lieu                              | Main Event |
| - | ----------------- | ---------------- | -------------------- | --------------------------------- | --- |
| 1 | Worlds End (2023) | 30 décembre 2023 | Uniondale (New York) | Nassau Veterans Memorial Coliseum | MJF (c) contre Samoa Joe pour le AEW World Championship                                                         |
| 2 | Worlds End (2024) | 28 décembre 2024 | Orlando (Floride)    | Addition Financial Arena          | Jon Moxley (c) contre "Hangman" Adam Page contre Jay White contre Orange Cassidy pour le AEW World Championship |

## Liens Externes
- Site officiel de la AEW